# Haley Webb

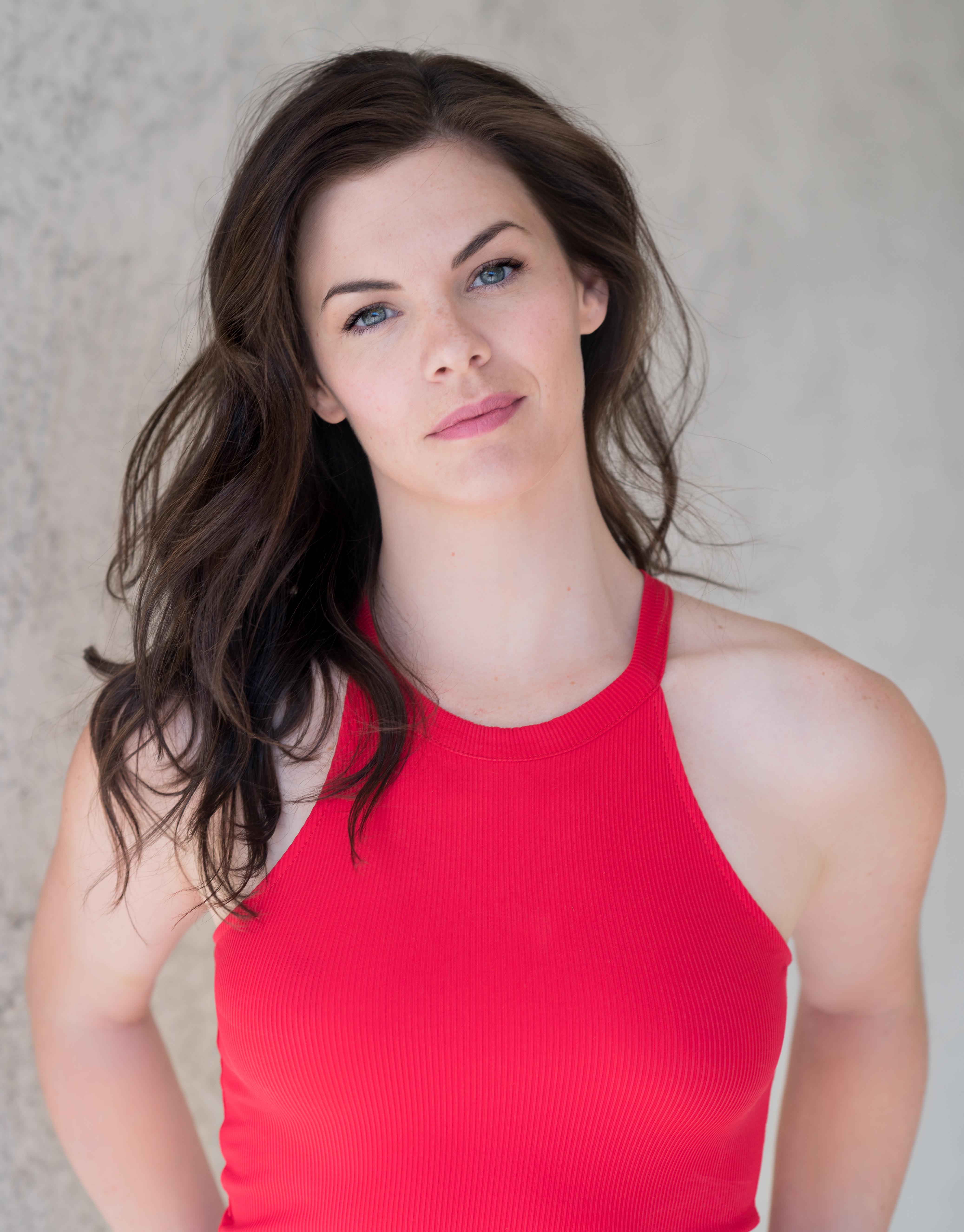
Haley Webb (2017)

Haley Webb (* 25. November 1985 in Woodbridge, Virginia) ist eine US-amerikanische Schauspielerin.

## Karriere
Haley Webb gab ihr Schauspieldebüt im Jahr 2006 in der Fernsehserie Close to Home. Es folgten vor allem Gastrollen in verschiedenen Fernsehserien. Ihre bekannteste Rolle hatte sie als Janet in Final Destination 4.

## Filmografie (Auswahl)
- 2006: Close to Home (Fernsehserie, Gastrolle)
- 2007: Shark (Fernsehserie, Gastrolle)
- 2008: Big Game
- 2009: Final Destination 4 (The Final Destination)
- 2011: On the Inside
- 2012: Sketchy (Fernsehserie, Gastrolle)
- 2012: Patti
- 2012: Major Crimes (Fernsehserie, Gastrolle)
- 2013: Wonderstruck
- 2013: Rushlights
- 2013: Single in South Beach
- 2013: Teen Wolf (Fernsehserie, 11 Episoden)
- 2014: Beauty and the Beast (Fernsehserie, Gastrolle)
- 2014: Lost in Gray
- 2014: Magpie
- 2015: Single in South Beach
- 2016: Sugar Mountain
- 2017: It Happened One Valentine’s
- 2017: Unwritten Obsession (Fernsehfilm)
- 2018: Good Deed
- 2018: Joyeux Noël (Kurzfilm)
- 2018: Hawaii Five-O (Fernsehserie, Gastrolle)
- 2019: Fear Bay
- 2020: Chicago P.D. (Fernsehserie, Gastrolle)
- 2022: Blond